# Xestia ledereri
Xestia ledereri är en fjärilsart som beskrevs av Otto Staudinger 1888. Xestia ledereri ingår i släktet Xestia och familjen nattflyn. Inga underarter finns listade i Catalogue of Life.